# 과학기술전당

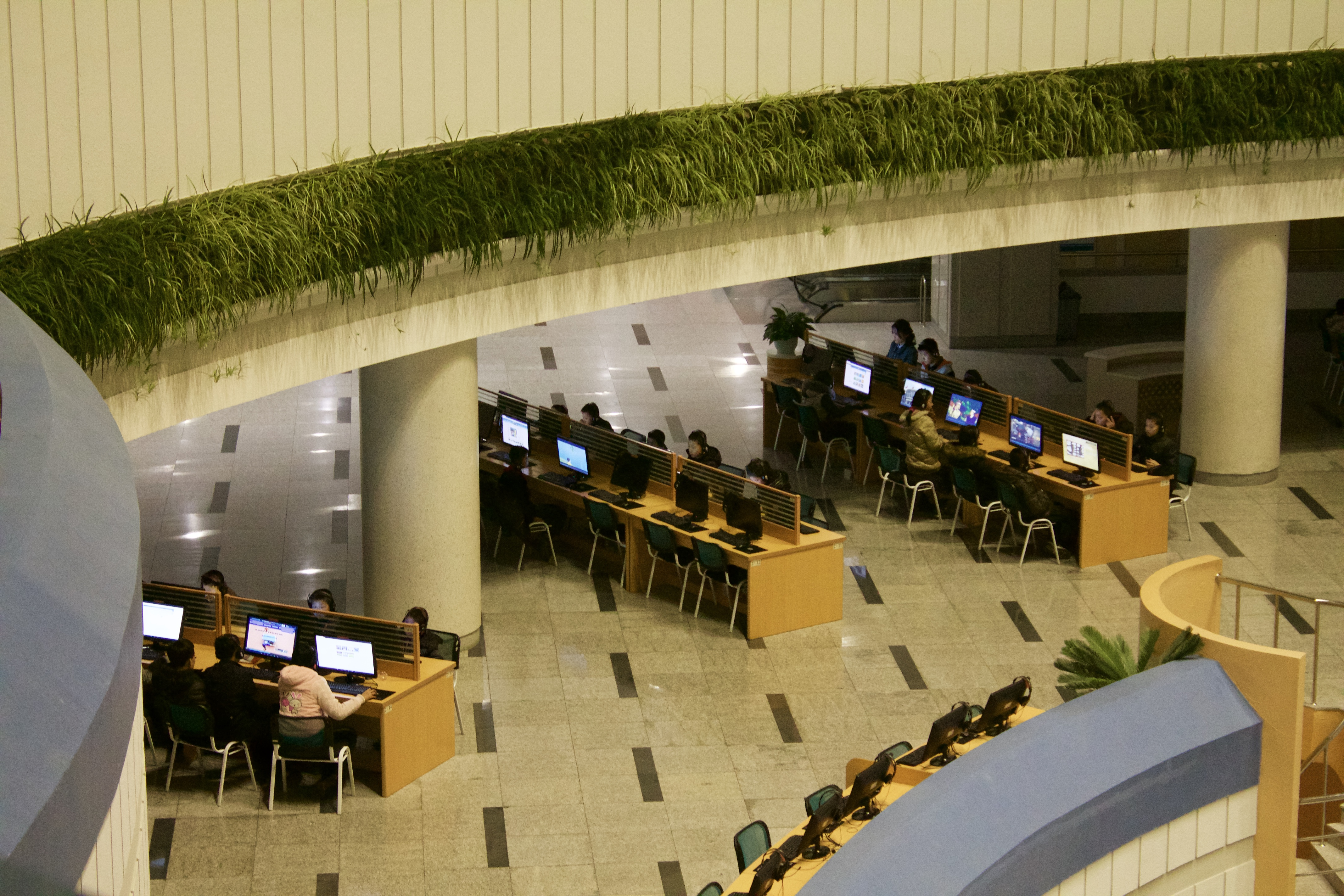
과학기술전당에서 컴퓨터를 보는 사람들

과학기술전당(科學技術殿堂, 영어: Sci-Tech Complex)은 2015년에 완공된 조선민주주의인민공화국의 전당이다. 과학기술전당은 10만 m2 면적의 전당으로 원자구조의 모습을 띠고 있으며, 기초과학기술관, 과학탐구관, 첨단과학기술관, 응용과학기술1관 등으로 구성되어있다. 대동강변에 설치한 태양열 집열판을 통해, 과학기술전당의 조명과 냉난방에 필요한 전력을 자체적으로 공급하고 있다.

## 같이 보기
- 함경남도과학기술도서관